# NŠ Mura
Nogometna šola Mura, zkráceně NŠ Mura, je slovinský fotbalový klub z města Murska Sobota. Největším úspěchem klubu je ligový titul ze sezony 2020/21.

## Historie
Klub vznikl v roce 2012 po krachu ND Mura 05. Ve své první sezoně, v regionální lize Pomurského regionu, z druhého místa postoupili do třetí slovinské ligy. Zde Mura působila tři sezony, v té poslední získali postup do druhé ligy, ve které strávili pouhý rok před postupem do první ligy. V první sezoně v nejvyšší soutěži se umístili na 4. místě, což Muře zajistilo 1. předkolo Evropské ligy, kde jim vystavila stopku Maccabi Haifa FC. V sezoně 2019/20 Mura vyhrála Slovinský pohár, když porazila překvapivého finálového účastníka, druholigovou NK Naftu 1903. V sezoně 2020/21 Mura vyhrála ligu, a to pouze o vzájemná utkání s druhým Mariborem, jelikož oba týmy nasbíraly v sezoně shodný počet bodů.

## Umístění klubu v jednotlivých sezonách
Legenda: Z – zápasy, V – výhry, R – remízy, P – porážky, VG – vstřelené góly, OG – obdržené góly, B – body, červené podbarvení – sestup, zelené podbarvení – postup, fialové podbarvení – reorganizace, změna skupiny či soutěže
| Slovinsko (2013 – ) |                                          |        |    |    |    |    |     |    |    |        |
| Sezóny              | Liga                                     | Úroveň | Z  | V  | R  | P  | VG  | OG | B  | Pozice |
| 2013/14             | 1. MNL Murska Sobota                     | 4      | 26 | 15 | 7  | 4  | —   | —  | 52 | 2.     |
| 2014/15             | Tretja slovenska nogometna liga – Východ | 3      | 26 | 15 | 3  | 8  | 54  | 28 | 48 | 4.     |
| 2015/16             | Tretja slovenska nogometna liga – Východ | 3      | 26 | 18 | 3  | 5  | 66  | 15 | 57 | 2.     |
| 2016/17             | Tretja slovenska nogometna liga – Východ | 3      | 26 | 20 | 3  | 3  | 100 | 17 | 63 | 2.     |
| 2017/18             | Druga slovenska nogometna liga           | 2      | 30 | 23 | 3  | 4  | 86  | 22 | 72 | 1.     |
| 2018/19             | Prva slovenska nogometna liga            | 1      | 36 | 13 | 13 | 10 | 53  | 37 | 52 | 4.     |
| 2019/20             | Prva slovenska nogometna liga            | 1      | 36 | 14 | 14 | 8  | 54  | 42 | 56 | 4.     |
| 2020/21             | Prva slovenska nogometna liga            | 1      | 36 | 17 | 12 | 7  | 50  | 26 | 63 | 1.     |

## Evropské poháry
| Sezona  | Pohár         | Kolo        | Soupeř                | D   | V   | Celkem |
| ------- | ------------- | ----------- | --------------------- | --- | --- | ------ |
| 2019/20 | Evropská liga | 1. předkolo | Maccabi Haifa FC      | 2:3 | 0:2 | 2:5    |
| 2020/21 | Evropská liga | 1. předkolo | Nõmme Kalju FC        | —   | 4:0 | —      |
| 2020/21 | Evropská liga | 2. předkolo | Aarhus GF             | 3:0 | —   | —      |
| 2020/21 | Evropská liga | 3. předkolo | PSV Eindhoven         | 1:5 | —   | —      |
| 2021/22 | Liga mistrů   | 1. předkolo | FK Škendija 79 Tetovo | 5:0 | 1:0 | 6:0    |
| 2021/22 | Liga mistrů   | 2. předkolo | PFK Ludogorec Razgrad | :   | :   | :      |